# Повість про лісового велетня
«Повість про лісового велетня» (рос. Повесть о лесном великане) — радянський кольоровий художній фільм, поставлений на кіностудії «Моснаукфільм» у 1954 році режисером Олександром Згуріді.

## Сюжет
У Північному заповіднику діти знаходять лосеня, мати якого роздер ведмідь, вони допомагають вижити маленькому Рижику. Проходить час. Стадо лосів, вихованих людьми, випускають в ліс. Але ватажка стада вбиває браконьєр, і Рижик, вихованець дванадцятирічного Єгора, займає його місце.

## У ролях
- Олег Жаков —  Никандр Петрович Дудін
- Людмила Скопіна —  Варвара Михайлівна Дудіна
- Лев Свердлін —  Володимир Васильович
- Сергій Морськой —  Валентин Миколайович Круглов
- Іван Кузнецов —  Остап Андрійович
- Віктор Кулаков —  Назарко
- Володимир Дорофєєв —  дядько Яша
- Марія Яроцька —  бабуся
- Геннадій Рум'янцев —  Юрась
- Віра Кондакова —  Надя

## Знімальна група
- Автори сценарію — Олександр Згуріді, Дмитро Єрьомін
- Наукові консультанти — П. Мантейфель, П. Петряєв, Є. Кнорре, Г. Шубін
- Режисер — Олександр Згуріді
- Оператор — Ніна Юрушкіна
- Художник — Юхим Дешалит
- Композитор — Юрій Левітін
- Звукооператори — Олексій Машистов, Микола Косарєв, Володимир Кутузов
- Художники-гримери — В. Крижановська, В. Графова
- Монтажер — Наталія Дзугутова, Є. Шкультіна
- Другий режисер — Б. Гольденбланк
- Другі оператори — А. Попов, В. Пустовалов
- Директор картини — М. Макаров